# Navicert
Ein Navicert ist eine Unbedenklichkeitsbescheinigung, die bestätigt, dass ein in einem Konflikt neutrales Handelsschiff mitsamt seiner Ladung von einer Krieg führenden Partei durchsucht wurde. Durchsuchte und im Navicert für harmlos befundene Schiffe erhielten mit diesem Geleitpapier die Erlaubnis, ihre Fahrt in einen neutralen Hafen fortzusetzen.
Eingeführt wurde das System erstmals durch die Briten während des Ersten Weltkrieges.